# Campionato russo di football americano 2014
Il Campionato russo di football americano 2014 è la 15ª edizione del campionato di football americano di primo livello, organizzato dalla FAFR.

## Squadre partecipanti
| Club                          | Città           | Stadio | Sponsor ufficiale | Risultato nella stagione 2013 |
| ----------------------------- | --------------- | ------ | ----------------- | ----------------------------- |
| Astrakhan Gladiators          | Astrachan'      |        |                   |                               |
| Jaroslavl Rebels              | Jaroslavl'      |        |                   |                               |
| Krasnodar Bisons              | Krasnodar       |        |                   |                               |
| Moscow Black Storm            | Mosca           |        |                   |                               |
| Moscow Patriots               | Mosca           |        |                   |                               |
| Moscow United                 | Mosca           |        |                   |                               |
| Nizhnij Novgorod Broncos      | Nižnij Novgorod |        |                   |                               |
| Nizhnij Novgorod Raiders 52   | Nižnij Novgorod |        |                   |                               |
| Penza Phoenixes               | Penza           |        |                   |                               |
| Petrozavodsk Karelian Gunners | Petrozavodsk    |        |                   |                               |
| Samara Stormbringers          | Samara          |        |                   |                               |
| Sankt Petersburg Griffins     | San Pietroburgo |        |                   |                               |
| Sankt Petersburg Vikings      | San Pietroburgo |        |                   |                               |
| Saratov Aviators              | Saratov         |        |                   |                               |
| Sevastopol Titans             | /Sebastopoli    |        |                   |                               |
| Simferopol Taurus             | /Sinferopoli    |        |                   |                               |
| Stavropol Stones              | Stavropol'      |        |                   |                               |
| Volzhsky Kites                | Volžskij        |        |                   |                               |
| Voronezh Mighty Ducks         | Voronež         |        |                   |                               |

## Stagione regolare

### Calendario

#### 1ª giornata
| Nižnij Novgorod 3 maggio 2014 | Nizhnij Novgorod Broncos | 14 – 7 referto | Jaroslavl Rebels |  |

| Stavropol' 3 maggio 2014 | Stavropol Stones | 0 – 62 referto | Astrakhan Gladiators |  |

#### 2ª giornata
| Saratov 10 maggio 2014 | Saratov Aviators | 0 – 46 referto | Voronezh Mighty Ducks |  |

#### 3ª giornata
| Nižnij Novgorod 17 maggio 2014 | Nizhnij Novgorod Raiders 52 | 7 – 37 referto | Moscow Patriots |  |

| Petrozavodsk 17 maggio 2014 | Petrozavodsk Karelian Gunners | 6 – 47 referto | Sankt Petersburg Griffins |  |

| Penza 17 maggio 2014 | Penza Phoenixes | 12 – 32 referto | Samara Stormbringers |  |

| Astrachan' 17 maggio 2014 | Astrakhan Gladiators | 42 – 12 referto | Volzhsky Kites |  |

#### 4ª giornata
| Nižnij Novgorod 24 maggio 2014 | Jaroslavl Rebels | 0 – 63 referto | Moscow Black Storm |  |

| Penza 24 maggio 2014 | Penza Phoenixes | 28 – 6 referto | Saratov Aviators |  |

| Krasnodar 24 maggio 2014 | Krasnodar Bisons | 0 – 104 referto | Simferopol Taurus |  |

#### 5ª giornata
| Nižnij Novgorod 31 maggio 2014 | Nizhnij Novgorod Raiders 52 | 32 – 0 referto | Nizhnij Novgorod Broncos |  |

| Saratov 31 maggio 2014 | Saratov Aviators | 16 – 28 referto | Samara Stormbringers |  |

| Volžskij 31 maggio 2014 | Volzhsky Kites | 43 – 16 referto | Stavropol Stones |  |

| Mosca 1º giugno 2014 | Moscow Patriots | 28 – 6 referto | Moscow United |  |

#### 6ª giornata
| Sebastopoli 7 giugno 2014 | Sevastopol Titans | 73 – 2 referto | Krasnodar Bisons |  |

#### 7ª giornata
| Jaroslavl' 14 giugno 2014 | Jaroslavl Rebels | 0 – 71 referto | Moscow Patriots |  |

| Petrozavodsk 14 giugno 2014 | Petrozavodsk Karelian Gunners | 0 – 50 referto | Sankt Petersburg Vikings |  |

| Voronež 14 giugno 2014 | Voronezh Mighty Ducks | 24 – 0 referto | Penza Phoenixes |  |

| Stavropol' 14 giugno 2014 | Stavropol Stones | 33 – 9 referto | Volzhsky Kites |  |

#### 8ª giornata
| Nižnij Novgorod 21 giugno 2014 | Nizhnij Novgorod Broncos | 0 – 21 (a tavolino) referto | Moscow Black Storm |  |

| Voronež 21 giugno 2014 | Voronezh Mighty Ducks | 54 – 0 referto | Saratov Aviators |  |

| Sinferopoli 21 giugno 2014 | Simferopol Taurus | 29 – 12 referto | Sevastopol Titans |  |

#### 9ª giornata
| Mosca 28 giugno 2014 | Moscow United | 26 – 0 referto | Nizhnij Novgorod Raiders 52 |  |

| San Pietroburgo 28 giugno 2014 | Sankt Petersburg Griffins | 31 – 14 referto | Sankt Petersburg Vikings |  |

| Samara 28 giugno 2014 | Samara Stormbringers | 6 – 36 referto | Penza Phoenixes |  |

#### 10ª giornata
| Mosca 5 luglio 2014 | Moscow Black Storm | 7 – 10 referto | Moscow United |  |

| Jaroslavl' 5 luglio 2014 | Jaroslavl Rebels | 18 – 36 referto | Nizhnij Novgorod Raiders 52 |  |

| San Pietroburgo 5 luglio 2014 | Sankt Petersburg Griffins | 63 – 8 referto | Petrozavodsk Karelian Gunners |  |

| Voronež 5 luglio 2014 | Voronezh Mighty Ducks | 31 – 0 referto | Samara Stormbringers |  |

| Sinferopoli 5 luglio 2014 | Simferopol Taurus | 56 – 0 referto | Krasnodar Bisons |  |

#### 11ª giornata
| Mosca 12 luglio 2014 | Moscow Black Storm | 0 – 62 referto | Moscow Patriots |  |

| Nižnij Novgorod 12 luglio 2014 | Nizhnij Novgorod Broncos | 6 – 46 referto | Moscow United |  |

| Saratov 12 luglio 2014 | Saratov Aviators | 51 – 6 referto | Penza Phoenixes |  |

| Samara 12 luglio 2014 | Samara Stormbringers | 6 – 54 referto | Voronezh Mighty Ducks |  |

#### 12ª giornata
| Nižnij Novgorod 19 luglio 2014 | Nizhnij Novgorod Raiders 52 | 19 – 6 referto | Moscow Black Storm |  |

| San Pietroburgo 19 luglio 2014 | Sankt Petersburg Vikings | 44 – 0 referto | Petrozavodsk Karelian Gunners |  |

| Samara 19 luglio 2014 | Samara Stormbringers | 0 – 21 (a tavolino) referto | Saratov Aviators |  |

| Sebastopoli 19 luglio 2014 | Sevastopol Titans | 24 – 21 referto | Simferopol Taurus |  |

| Volžskij 21 luglio 2014 | Volzhsky Kites | 0 – 46 referto | Astrakhan Gladiators |  |

#### 13ª giornata
| Mosca 26 luglio 2014 | Moscow Patriots | 66 – 6 referto | Nizhnij Novgorod Broncos |  |

| Mosca 26 luglio 2014 | Moscow United | 40 – 8 referto | Jaroslavl Rebels |  |

| San Pietroburgo 26 luglio 2014 | Sankt Petersburg Vikings | 19 – 39 referto | Sankt Petersburg Griffins |  |

| Penza 26 luglio 2014 | Penza Phoenixes | 0 – 34 referto | Voronezh Mighty Ducks |  |

| Astrachan' 28 luglio 2014 | Astrakhan Gladiators | 68 – 0 referto | Stavropol Stones |  |

#### 14ª giornata
| Krasnodar 2 agosto 2014 | Krasnodar Bisons | 8 – 40 referto | Sevastopol Titans |  |

### Classifica
Le classifiche della regular season sono le seguenti:
- PCT = percentuale di vittorie, G = partite giocate, V = partite vinte,  P = partite perse, PF = punti fatti, PS = punti subiti

#### Girone Volga
| Pos. | Squadra                     | PCT   | G | V | N | P | PF  | PS  |
| ---- | --------------------------- | ----- | - | - | - | - | --- | --- |
| 1    | Moscow Patriots             | 1.000 | 5 | 5 | 0 | 0 | 264 | 19  |
| 2    | Moscow United               | .800  | 5 | 4 | 0 | 1 | 128 | 49  |
| 3    | Nizhnij Novgorod Raiders 52 | .600  | 5 | 3 | 0 | 2 | 94  | 87  |
| 4    | Moscow Black Storm          | .400  | 5 | 2 | 0 | 3 | 97  | 91  |
| 5    | Nizhnij Novgorod Broncos    | .200  | 5 | 1 | 0 | 4 | 26  | 172 |
| 6    | Jaroslavl Rebels            | .000  | 5 | 0 | 0 | 5 | 33  | 224 |

#### Girone Nord
| Pos. | Squadra                       | PCT   | G | V | N | P | PF  | PS  |
| ---- | ----------------------------- | ----- | - | - | - | - | --- | --- |
| 1    | Sankt Petersburg Griffins     | 1.000 | 4 | 4 | 0 | 0 | 180 | 47  |
| 2    | Sankt Petersburg Vikings      | .500  | 4 | 2 | 0 | 2 | 127 | 70  |
| 3    | Petrozavodsk Karelian Gunners | .000  | 4 | 0 | 0 | 4 | 14  | 204 |

#### Girone Centro
| Pos. | Squadra               | PCT   | G | V | N | P | PF  | PS  |
| ---- | --------------------- | ----- | - | - | - | - | --- | --- |
| 1    | Voronezh Mighty Ducks | 1.000 | 6 | 6 | 0 | 0 | 243 | 6   |
| 2    | Samara Stormbringers  | .500  | 6 | 3 | 0 | 3 | 114 | 140 |
| 3    | Saratov Aviators      | .333  | 6 | 2 | 0 | 4 | 94  | 162 |
| 4    | Penza Phoenixes       | .167  | 6 | 1 | 0 | 5 | 52  | 195 |

#### Girone Sud
| Pos. | Squadra              | PCT   | G | V | N | P | PF  | PS  |
| ---- | -------------------- | ----- | - | - | - | - | --- | --- |
| 1    | Astrakhan Gladiators | 1.000 | 4 | 4 | 0 | 0 | 218 | 12  |
| 2    | Volzhsky Kites       | .250  | 4 | 1 | 0 | 3 | 64  | 137 |
| 3    | Stavropol Stones     | .250  | 4 | 1 | 0 | 3 | 49  | 182 |

#### Girone Mar Nero
| Pos. | Squadra           | PCT  | G | V | N | P | PF  | PS  |
| ---- | ----------------- | ---- | - | - | - | - | --- | --- |
| 1    | Simferopol Taurus | .750 | 4 | 3 | 0 | 1 | 210 | 36  |
| 2    | Sevastopol Titans | .750 | 4 | 3 | 0 | 1 | 149 | 60  |
| 3    | Krasnodar Bisons  | .000 | 4 | 0 | 0 | 4 | 10  | 273 |

## Playoff

### Tabellone
|  | Quarti di finale            | Quarti di finale            | Quarti di finale            |                             |                           | Semifinali                | Semifinali | Semifinali |  |  | XV Russkij Bowl | XV Russkij Bowl | XV Russkij Bowl |  |
|  |                             |                             |                             |                             |                           |                           |            |            |  |  |                 |                 |                 |  |
|  | Sankt Petersburg Griffins   | Sankt Petersburg Griffins   | 8                           |                             |                           |                           |            |            |  |  |                 |                 |                 |  |
|  | Sankt Petersburg Griffins   | Sankt Petersburg Griffins   | 8                           |                             |                           |                           |            |            |  |  |                 |                 |                 |  |
|  | Moscow United               | Moscow United               | 6                           |                             |                           |                           |            |            |  |  |                 |                 |                 |  |
|  | Moscow United               | Moscow United               | 6                           |                             | Sankt Petersburg Griffins | Sankt Petersburg Griffins | 26         |            |  |  |                 |                 |                 |  |
|  |                             |                             |                             |                             | Sankt Petersburg Griffins | Sankt Petersburg Griffins | 26         |            |  |  |                 |                 |                 |  |
|  |                             |                             | Moscow Patriots             | Moscow Patriots             | 27                        |                           |            |            |  |  |                 |                 |                 |  |
|  | Moscow Patriots             | Moscow Patriots             | Moscow Patriots             | Moscow Patriots             | 27                        | 30                        |            |            |  |  |                 |                 |                 |  |
|  | Moscow Patriots             | Moscow Patriots             |                             |                             |                           |                           |            |            |  |  |                 |                 |                 |  |
|  | Sankt Petersburg Vikings    | Sankt Petersburg Vikings    | 7                           |                             |                           |                           |            |            |  |  |                 |                 |                 |  |
|  | Sankt Petersburg Vikings    | Sankt Petersburg Vikings    | 7                           |                             | Moscow Patriots           | Moscow Patriots           | 27         |            |  |  |                 |                 |                 |  |
|  |                             |                             |                             |                             |                           |                           |            |            |  |  |                 |                 |                 |  |
|  |                             |                             | Astrakhan Gladiators        | Astrakhan Gladiators        | 12                        |                           |            |            |  |  |                 |                 |                 |  |
|  | Astrakhan Gladiators        | Astrakhan Gladiators        | Astrakhan Gladiators        | Astrakhan Gladiators        | 12                        | 32                        |            |            |  |  |                 |                 |                 |  |
|  | Astrakhan Gladiators        | Astrakhan Gladiators        |                             |                             |                           |                           |            |            |  |  |                 |                 |                 |  |
|  | Voronezh Mighty Ducks       | Voronezh Mighty Ducks       | 25                          |                             |                           |                           |            |            |  |  |                 |                 |                 |  |
|  | Voronezh Mighty Ducks       | Voronezh Mighty Ducks       | 25                          |                             | Astrakhan Gladiators      | Astrakhan Gladiators      | 35         |            |  |  |                 |                 |                 |  |
|  |                             |                             |                             |                             | Astrakhan Gladiators      | Astrakhan Gladiators      | 35         |            |  |  |                 |                 |                 |  |
|  |                             |                             | Nizhnij Novgorod Raiders 52 | Nizhnij Novgorod Raiders 52 | 21                        |                           |            |            |  |  |                 |                 |                 |  |
|  | Nizhnij Novgorod Raiders 52 | Nizhnij Novgorod Raiders 52 | Nizhnij Novgorod Raiders 52 | Nizhnij Novgorod Raiders 52 | 21                        | 21                        |            |            |  |  |                 |                 |                 |  |
|  | Nizhnij Novgorod Raiders 52 | Nizhnij Novgorod Raiders 52 |                             |                             |                           |                           |            |            |  |  |                 |                 |                 |  |
|  | Simferopol Taurus           | Simferopol Taurus           | 0 d.g.s.                    |                             |                           |                           |            |            |  |  |                 |                 |                 |  |

### Quarti di finale
| Astrachan' 16 agosto 2014 | Astrakhan Gladiators | 32 – 25 referto | Voronezh Mighty Ducks |  |

| Mosca 16 agosto 2014 | Moscow Patriots | 30 – 7 referto | Sankt Petersburg Vikings |  |

| Puškin 16 agosto 2014 | Sankt Petersburg Griffins | 8 – 6 referto | Moscow United | Tsarskoe Selo Stadium |

| Nižnij Novgorod 17 agosto 2014 | Nizhnij Novgorod Raiders 52 | 21 – 0 (a tavolino) referto | Simferopol Taurus |  |

### Semifinali
| Astrachan' 30 agosto 2014 | Astrakhan Gladiators | 35 – 21 referto | Nizhnij Novgorod Raiders 52 |  |

| Puškin 30 agosto 2014 | Sankt Petersburg Griffins | 26 – 27 referto | Moscow Patriots | Tsarskoe Selo Stadium |

### XV Russkij Bowl
| Mosca 13 settembre 2014 | Moscow Patriots | 27 – 12 (7-14 7-7 0-0 7-16) referto | Astrakhan Gladiators |  |

## Verdetti
- Moscow Patriots Campioni della Russia 2014